# Butajnova
Butajnova este o localitate din comuna Dobrova-Polhov Gradec, Slovenia, cu o populație de 210 locuitori.